# Garovaglia binsteadii
Garovaglia binsteadii är en bladmossart som beskrevs av During 1977. Garovaglia binsteadii ingår i släktet Garovaglia och familjen Pterobryaceae. Inga underarter finns listade i Catalogue of Life.